# نادي واسط
نادي واسط الرياضي هو فريق كرة قدم عراقي مقره في واسط، يلعب في الدوري العراقي الدرجة الثالثة.

## روابط خارجية
- نادي واسط على Goalzz.com
- أندية العراق - تواريخ التأسيس